# Point d'appui des Sagnes
Le point d'appui des Sagnes était une position fortifiée du secteur fortifié du Dauphiné de la ligne Maginot des Alpes. Il est situé près du lac des Sagnes à 12 km à l’est de Jausiers (Alpes-de-Haute-Provence), dans le vallon du torrent d’Abriès, et à 1 900 m d’altitude.

## Mission
La mission du point d'appui des Sagnes était d’interdire une attaque sur Jausiers par le vallon du torrent d’Abriès et de prévenir toute infiltration dans ce vallon par les cols de la Petite Cavale et des Quartiers d’août. 

En 1940, le point-appui était le PC du quartier des Sagnes du Secteur fortifié du Dauphiné.

## Construction
La CORF prévoyait en 1929 la construction d’un gros ouvrage d'artillerie aux Sagnes, mais les travaux n’avaient pas commencé à la déclaration de guerre.

Le point-appui des Sagnes a donc été aménagé dans l’urgence en 1939 par les unités du secteur (main-d'œuvre militaire).

## Composition
La position était très sommairement aménagée avec :
- deux tourelles démontables STG dirigées vers l’est, dans l’axe des vallons du torrent des Granges et du ravin de la Pelouse ;
- deux pilules briançonnaises pour FM de défense de la position ;
- un abri alpin en tôle métro ;
- des tranchées de circulation sur le site et de défense.

## Les combats
Le 23 juin, un groupe du 73e BAF dépendant des Sagnes, qui était en surveillance au col des Quartiers d’août (2 686 m), est surpris par des Alpini du bataillon « Belluno » et décroche vers le point d'appui après avoir détruit son poste de transmission optique.

Le 25 juin, jour de l’armistice, un détachement d’une vingtaine d’Alpini se présenta au poste, indiquant qu’ils allaient descendre à Jausiers où ils ont été précédés par leur commandant venu de Larche.

On peut donc en déduire que les forces italiennes occupaient alors la haute vallée du torrent des Granges, du ravin de Pelouse et du vallon du Lauzanier, situé sur l’autre versant de la crête de Parassac, côté col de Larche. Les tirs des différentes positions d’artillerie du secteur ne les avaient donc pas empêchés de descendre du col frontalier de Pouriac puis de traverser ceux du pas de la Cavale, de la Petite Cavale et des Quartiers d’août.

## État actuel
Le point-appui est aujourd’hui totalement abandonné. Des deux tourelles STG, il ne reste plus que le cuirassement, sans l'armement.